# Kotovói járás

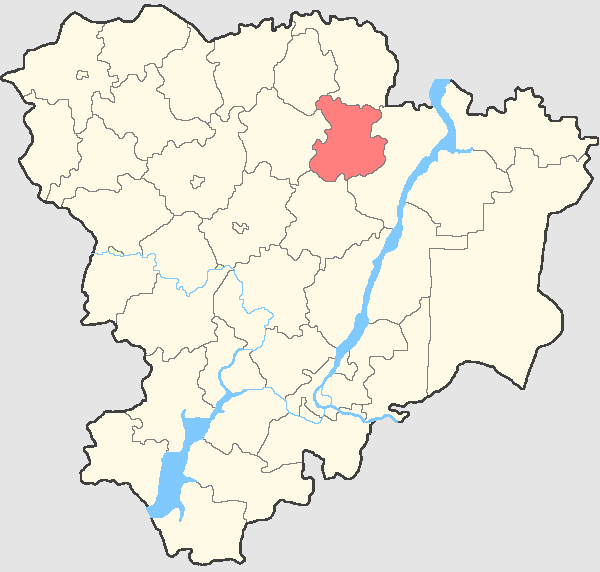
A Kotovói járás a Volgográdi területen

A Kotovói járás (oroszul Котовский муниципальный район) Oroszország egyik járása a Volgográdi területen. Székhelye Kotovo.

## Népesség
- 1989-ben 38 081 lakosa volt.
- 2002-ben 38 700 lakosa volt.
- 2010-ben 34 477 lakosa volt, melyből 31 885 orosz, 688 német, 403 ukrán, 240 örmény, 152 csuvas, 142 ezid, 120 tatár, 105 csecsen, 68 fehérorosz, 46 azeri, 38 üzbég, 35 dargin, 35 mari, 33 kazah, 33 koreai, 32 cigány, 32 mordvin, 26 tadzsik, 18 moldáv, 18 udmurt, 16 grúz, 12 baskír, 12 lengyel stb.